# Gabriele Ferretti di Castelferretto
Gabriele Ferretti di Castelferretto (Milano, 11 dicembre 1920 – Malta, 5 dicembre 1941) è stato un militare e aviatore italiano, decorato con la medaglia d'oro al valor militare alla memoria nel corso della seconda guerra mondiale.

## Biografia
Nacque a Milano l'11 dicembre 1920, discendente di una nobile famiglia, era figlio di Piero e Maria Lucrezia Lepetit. Conseguito il brevetto di pilota civile all'età di diciassette anni, nel corso del 1940 interruppe gli studi di ingegneria per arruolarsi nella Regia Aeronautica in qualità di sottotenente pilota di complemento. Dopo aver ottenuto il brevetto di pilota militare fu assegnato al 23º Gruppo Autonomo Caccia Terrestre. equipaggiato con i biplani Fiat C.R.42 Falco,  per essere poi trasferito, nel luglio 1941, alla 86ª Squadriglia, 7º Gruppo del 54º Stormo Caccia Terrestre. dotato dei monoplani Aermacchi C.200 Saetta. Impegnato in un duro ciclo operativo su Malta, fatto di combattimenti, ricognizioni e mitragliamenti a volo radente, venne prescelto tra coloro che si erano offerti volontari per compiere quotidianamente voli osservazione riportando informazioni e fotografie. 
Dopo essere stato decorato con una medaglia di bronzo al valor militare, ottenuta  "sul Campo", durante una di queste missioni fu abbattuto dalla contraerea sul cielo dell'isola, il 5 dicembre 1941. Per il coraggio dimostrato in questo ciclo operativo gli fu assegnata la medaglia d'oro al valor militare, massima onorificenza italiana.
La città di Ancona gli ha dedicato una via.

### Annotazioni
1. ↑  Il padre Piero Ferretti si fregiava dei titoli nobiliari di Conte di Castelferretti, Conte Palatino, Nobile di Rieti, Nobile di Fermo, Patrizio di Ancona e Patrizio di San Marino.

### Fonti
1. 1 2 3  Combattenti Liberazione.
2. ↑  Gruppo Medaglie d'Oro al Valor Militare 1965, p. 18.
3. 1 2 3  Ufficio Storico dell'Aeronautica Militare 1969, p. 174.
4. ↑  Dunning 1988, p. 31.
5. ↑  Dunning 1988, p. 30.
6. 1 2 3  Dunning 1988, p. 22.
7. ↑  Bollettino Ufficiale 1942, dispensa 23, pagina 1092, e dispensa 33, pagina 1690.
8. ↑  Bollettino Ufficiale 1942, dispensa 5ª, registrato alla Corte dei Conti addì 30 giugno 1942, registro n.23 Aeronautica, foglio n.288.